# Projekt 629
Projekt 629 (v kódu NATO třída Golf) byla třída diesel-elektrických raketonosných ponorek Sovětského námořnictva. Jednalo se o přestavbu konvenčních stíhacích ponorek Projektu 611 (v kódu NATO třída Zulu) s trojicí raketových sil ve velitelské věži. Ponorky této třídy byly vyřazeny na počátku 90. let.

## Stavba a uživatelé

Nákres ponorky

V 50. letech 20. století sovětské námořnictvo pracovalo na stavbě raketonosných ponorek, schopných zasadit jaderný úder. Jelikož však zatím nebyl k dispozici jaderný pohon, musely být jejich první raketonosné ponorky poháněné konvenčně. Sovětské loděnice navíc z počátku nebyly schopny postavit ponorky natolik prostorné, aby se jejich střely vešly pouze do trupu a ty musely být uloženy v prostoru velitelských věží (bylo to i tím, že byly mnohem větší než jejich americký současník UGM-27 Polaris). Prvních šest ponorek bylo experimentálně přestavěno z útočných ponorek tříd Zulu IV a Zulu V a takto získané zkušenosti byly konstrukční kanceláří UKB-16 využity v konstrukci druhé generace ponorek třídy Golf. Ponorky této třídy stavěly loděnice v Komsomolsku a Severodvinsku. Všech 23 postavených jednotek do služby vstupovalo v letech 1958–1962.

## Konstrukce
Konstrukčně se jednalo o upravený projekt útočných ponorek Projektu 641 (třída Foxtrot). Výzbroj ponorek varianty Golf I představovalo šest příďových a čtyři záďové 533mm torpédomety. Ve velitelské věži byly dále umístěny tři balistické rakety, nejprve typu R-11FM (v kódu NATO SS-N-1 Scud-A) a později R-13 (v kódu NATO SS-N-4 Sark). Střely byly poháněny raketovými motory na kapalné pohonné látky a bylo je nutné odpalovat z vynořené ponorky. Pohonný systém tvořily tři diesely a tři elektromotory, roztáčející trojici lodních šroubů. Nejvyšší rychlost ponorek byla 15 uzlů na hladině a 12,5 uzlu pod hladinou.

## Varianty
- Golf I – 23 ponorek základního provedení se střelami R-13 s doletem přes 600 km.
- Golf II – 13 ponorek přestavěných z verze Golf I. Ponorky dostaly rakety typu R-21 (v kódu NATO SS-N-5 Sark/Serb) s doletem až 1650 km. Střely měly dvojnásobný dolet a bylo je možné vypouštět z ponořené ponorky.
- Golf III – jedna pokusná ponorka přestavěná pro zkoušky balistických raket R-29 Vysota (v kódu NATO SS-N-8 Sawfly). Trup ponorky byl prodloužen a silo bylo pouze jedno.
- Golf IV – jedna pokusná ponorka přestavěná pro zkoušky balistických raket R-27 Zyb (v kódu NATO SS-N-6 Serb). Trup ponorky byl prodloužen a silo bylo pouze jedno.
- Golf V – jedna pokusná ponorka přestavěná pro zkoušky balistických raket HR-39.
- Golf SSQ – tři ponorky verze Golf I byly v 70. letech přestavěny na neozbrojená speciální velitelská a spojovací plavidla, vybavená bohatou elektronikou.

## Operační služba
Ponorka K-129 se 8. března 1968 potopila s celou posádkou severozápadně od Havajských ostrovů. Na mořském dně, pět kilometrů pod hladinou, tehdy skončily i její tři balistické rakety R-21. Američané se o havárii ponorky dozvěděli z akustického odposlouchávacího systému SOSUS, který zaznamenal její implozi. V rámci tajného projektu Azorian byla postavena záchranná loď USNS Hughes Glomar Explorer (T-AG-193), které se podařilo vyzvednout části ponorky. Co přesně tehdy Američané získali není známo, největší zájem však měli o šifrovací kódy a balistické rakety R-21.